# Víctor Rosales, Calera
Víctor Rosales är en ort i Mexiko.   Den ligger i kommunen Calera och delstaten Zacatecas, i den centrala delen av landet, 500 km nordväst om huvudstaden Mexico City. Víctor Rosales ligger 2 167 meter över havet och antalet invånare är 32 721.
Terrängen runt Víctor Rosales är en högslätt. Runt Víctor Rosales är det ganska glesbefolkat, med 45 invånare per kvadratkilometer. Víctor Rosales är det största samhället i trakten. Trakten runt Víctor Rosales består till största delen av jordbruksmark.